# Zielcode

Zielcode vom Absenderland USA und Zielland Deutschland auf einer Postkarte 2010

Mit Zielcode, Anschriftencode, Postcode oder Adresscode wird der Strichcode bezeichnet, den verschiedene Postunternehmen auf Briefe und Postkarten drucken. Der Zielcode wird im ersten durchlaufenen Briefzentrum auf die Sendung aufgebracht. Damit wird eine schnellere maschinelle Weiterleitung und Sortierung ermöglicht.

## Deutschland

Zielcode vom Absenderland Frankreich und Zielland Deutschland auf einer Postkarte 2010

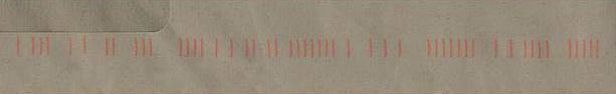
Ein Zielcode (125 mm × 5 mm) auf einem Briefumschlag in der Codierzone (150 mm × 15 mm)

### Herstellung
Bei jeder Postsendung der Tarifstufen „Postkarte“, „Standard“ und „Kompakt“ wird auf der Anschriftenseite der an der unteren rechten Ecke startende 15 mm hohe und 150 mm breite Bereich Codierzone genannt. Aufgespritzt wird der Code in diesem Bereich von einem Drucker im Eingangs-Briefzentrum, der Teil einer Anschriftenlesemaschine ist, beispielsweise der ILVM. Diese Maschinen verarbeiten je nach Generation zehn bis zwanzig Sendungen pro Sekunde, also 36.000 bis 72.000 Sendungen pro Stunde.

### Aussehen und Format
| Wert | Codierung 01247 | Codierung 8421 |
| 1    |                 |                |
| 2    |                 |                |
| 3    |                 |                |
| 4    |                 |                |
| 5    |                 |                |
| 6    |                 |                |
| 7    |                 | [ 2 ]          |
| 8    |                 |                |
| 9    |                 |                |
| 0    | [ 3 ]           |                |

Diese Codes, auch Strichcode oder Barcode genannt, bestehen aus einer Folge von 5 mm hohen Strichen, die auf den unteren rechten Rand des Briefes gedruckt werden. Sie sind fluoreszierend, und ihre Farbe wird mit hell orange, orangefarben, aprikot, aprikotfarben, neonrot, rot, phosphorfarben oder rosa beschrieben.

### Codierung und Decodierung
Bei der deutschen Post kommen zwei verschiedene Codierungsarten zum Einsatz, eine 5-Bit-Codierung und eine 4-Bit-Codierung. Nebenstehende Tabelle zeigt die Codierung einer jeden Ziffer an.
Jedes Bit des Codes entspricht einem Zahlenwert. Die Zahlenwerte der gesetzten Bits des Codes werden addiert, ihre Summe ist die Zahl, die decodiert wurde, wobei es in beiden Codierungen jeweils eine Ausnahme gibt: In der 5-Bit-Codierung wird mit der Summe (7+4)=11 die Ziffer „Null“ dargestellt; in der 4-Bit-Codierung steht die Summe (8+2)=10 für die Ziffer „Sieben“. Dadurch sind bei 5-Bit-Codierung immer genau 2 Bits gesetzt und 3 nicht gesetzt und bei 4-Bit-Codierung maximal zwei Bits gesetzt und mindestens zwei nicht gesetzt. 10 der 11 derartigen Codierungs-Strichmuster werden verwendet, nicht verwendet wird 8+4=12.
Die 5-Bit-Codierung: Jedes Segment besteht aus 5 Stellen, an dreien stehen Striche, an zweien nicht. Es gibt genau 10 derartige Strichmuster. Die erste Stelle hat den Wert 0, die zweite den Wert 1, dann folgen die Werte 2, 4 und 7. Die Summe der Stellen, an denen keine Striche stehen, ergibt die Zahl. Fehlen z. B. an der zweiten und der dritten Stelle Striche, ergibt sich die Ziffer 1+2=3. Fehlen die Striche vier und fünf, so ist die Summe der Werte 4+7=11, dies steht für die Ziffer 0. Hinter jedem Segment ist jeweils ein Trennstrich, der als Trennzeichen fungiert.
Mit diesen 5 bzw. 6 Strichen ließen sich bei Verwendung aller Strich-Muster 32 bzw. 64 Zustände kodieren, es werden aber nur 10 verwendet. Das Ergebnis ist eine hohe Redundanz.

### Prüfziffer-Berechnung
Die Quersumme aller 5-Bit-codierten Ziffern inklusive Prüfziffer ist ein Vielfaches von 10.
Aus der Quersumme der anderen 5-Bit-codierten Ziffern wird die Prüfziffer wie folgt errechnet:
Prüfziffer = 10 − (Quersumme mod 10)
Die Prüfziffer 10 wird als „Null“ codiert.
Beispiele:
- Die Postleitzahl 3550 hat die Quersumme 13 und somit die Prüfziffer 7, ihre Codierung 05537 hat die Quersumme 20.
- Die Postleitzahl 24118 hat die Quersumme 16 und somit die Prüfziffer 4, ihre Codierung 811424 hat die Quersumme 20.

### Zielcode-Systeme

#### Matrixcode (20 Stellen)
Von 1965 bis 1991 wurde der Matrixcode verwendet. Acht verschiedene Briefverteilungsanlagen (BVA) verwendeten ihn, der Beginn war am 31. Mai 1965, als in Pforzheim die erste elektronische BVA in Betrieb genommen wurde.
Die Postleitzahlen wurden von Menschen erkannt, per Tastatur eingegeben und dann von der Maschine zu einem Matrixcode zusammengesetzt und aufgedruckt. Es wurden dabei an acht von 20 möglichen Positionen Striche aufgedruckt. Die möglichen Positionen waren aufgeteilt in vier Spalten und fünf Zeilen. Jede Spalte repräsentierte eine Ziffer der Postleitzahl. Dabei kam die obige 5-Bit-Codierung (von oben nach unten) zum Einsatz, wobei jedoch die zählenden Stellen aufgedruckt wurden, während später die zählenden die fehlenden sind. Die Postleitzahl wurde von links nach rechts codiert. Der einzelne Balken war 6 mm hoch. Der Spaltenabstand betrug anfangs 6 mm, später 8 mm.
Die Balken waren je nach Maschine schwarz und magnetisierbar oder hellgelb bis fast weiß, phosphoreszierend oder fluoreszierend, sie waren abriebfest.

#### Linearcode (30 Stellen für 4 Ziffern)
Von 1978 bis 1995 wurde diese Codierung verwendet. Begonnen wurde am 25. September 1978 in Wiesbaden, als die erste Briefverteilanlage mit Linearcodierung und automatischem Anschriftenleser ihren Betrieb aufnahm.
Der Öffentlichkeit vorgestellt wurde das Verfahren auf der IVA 1979. Sie besteht aus 5 Segmenten: Den 4 Ziffern der Postleitzahl oder einer postleitzahlenähnlichen innerbetrieblichen Kennzahl (IKZ) und einer Prüfziffer, jeweils getrennt durch einen Strich.
```
-----Postleitzahl------|Prüf.| Bedeutung der Bereiche
01247-01247-01247-01247-01247 Wert der Stelle
|||  || | ||| | |||  ||| ||| | Beispiel-Strichcode
   47| 1 4 | 1 4 | 12  |0   7| Berechnung 1. Schritt, Segmente durch | getrennt
  =11|   =5|   =5|   =3|   =7| Berechnung 2. Schritt, Segmente durch | getrennt
    0     5     5     3     7  Berechnung 3. Schritt, die fertige Zahlenfolge
```

Das Beispiel ergibt die Ziffern 0, 5, 5, 3 der Postleitzahl, sowie die Prüfziffer 7. Die Postleitzahl der Adresse lautet 3550, ist also in umgekehrter Reihenfolge codiert.
Mit Hilfe der IKZ war es möglich, in den großen Städten, die nur über eine einzige Postleitzahl verfügten, das Zustellamt zu codieren. Die IKZ hatten die Anfangsziffern 0, 1 und 9, weil diese (bis auf 1 Berlin) nicht verwendet wurden. Somit waren diese IKZ mit keiner gültigen Postleitzahl identisch. Drei Beispiele: 1000 Berlin 46 (Steglitz) wurde als 0146 codiert. 4600 Dortmund 13 (Wickede/Asseln) wurde als 1613 codiert. 4600 Wuppertal 2 (Barmen) wurde als 9602 codiert. Die IKZ wurde wie die vierstellige Postleitzahl aufgedruckt und zur automatischen Sortierung verwendet.

#### Linearcode (36 Stellen für 5 Ziffern)
Die seit 1995 fünfstelligen Postleitzahlen werden zusammen einer hinzukommenden Prüfziffer in einem 36-stelligen Linearcode codiert. Er ist genauso wie der vorangehende für vierstellige PLZ aufgebaut.
Der Zielcode für fünfstellige Postleitzahlen wird bis heute immer dann auf Briefe und Postkarten aufgedruckt, wenn die Maschine die Postleitzahl nicht erkennen konnte. In diesem Fall wird ein Foto des Briefes einem Mitarbeiter zum Eintippen der Postleitzahl auf dem Bildschirm gezeigt.
Kann die Maschine die Postleitzahl erkennen, Straße und Hausnummer aber nicht, so werden die weiter unten stehenden Codes verwendet, wobei Hausnummer 000 und Straße 000 codiert wird.
Ein Beispiel:
```
-----Postleitzahl------------|Prüf.| Bedeutung der Bereiche
01247-01247-01247-01247-01247-01247 Wert der Stelle
| || |  ||||  |||| || || | ||| || || Beispiel-Strichcode
 1  7|01   |01   |0  4 |0 2  |0  4 | Berechnung 1. Schritt, Segmente durch | getrennt
   =8|   =1|   =1|   =4|   =2|   =4| Berechnung 2. Schritt, Segmente durch | getrennt
    8     1     1     4     2     4  Berechnung 3. Schritt, die fertige Zahlenfolge
```

Hier ist (von rechts nach links) die Prüfziffer 4, dann die Postleitzahl 24118 codiert.

#### Linearcode (69 Stellen für 11 Ziffern)
Der Code wurde mehrfach modifiziert und erweitert.
Hinzugekommen sind Codes für die Hausnummer (12+3 Stellen) und Straßennummer (12+3 Stellen).
Diese Bestandteile werden mit je einer 4-Bit-Binärzahl pro dezimaler Ziffer und einem Trenn-Bit codiert. Mehrere Ziffern, die eine Einheit bilden, werden dabei von rechts nach links codiert. Die Codierung der Postleitzahl wird weiterhin wie oben beschrieben vorgenommen und ist im rechten Teil des Codes enthalten. Abgeschlossen wird der Code auf der rechten Seite von zwei zusätzlichen Stellen. Die letzte ist dabei immer ein Strich.
Insgesamt umfasst der Code damit 15+15+1+36+2=69 Stellen.
Beispiel:
```
|--Hausnummer--|----Straße----|-------Postleitzahl----------|Prüfz|-- Bedeutung
|8421.8421.8421|8421.8421.8421|01247.01247.01247.01247.01247|01247|-- Stellenwert
||||| || | ||  || || | |  |  ||  |||  || | |||   | | | |  ||| ||| ||| Beispielstrichcode
.    .  2 .  21. 4  . 4 1. 42 . 1   .0  4 .   47. 1 4 . 12  .    7.   Ziffern
.   0.   2.   3.   4.   5.   6.    1.    4.    0.    5.    3.    7.   summiert
.           023,           456,                        14053,    7,   geschoben
 Hausnummer 320,    Straße 654,           Postleitzahl 35041, PZ 7,   umgedreht
```

Codiert wurde hier: Postleitzahl 35041, Straße 654, Hausnummer 320 und 7 als Prüfziffer der Postleitzahl.

#### Linearcode (80 Stellen für 13 Ziffern)
Die Kombination von wie zuvor codierter Adresse (69 Stellen) am rechten Sendungsrand
und dem Entgeltsicherungscode (11 Stellen) links davon wurde 2003 zum Patent angemeldet.
Der Entgeltsicherungscode enthält dabei Informationen über die Freimachung und eventuelle Unregelmäßigkeiten bei dieser.
```
-|Entgelts.|--Hausnummer--|----Straße----|-------Postleitzahl----------|Prüfz|-- Bedeutung
-|8421.8421|8421.8421.8421|8421.8421.8421|01247.01247.01247.01247.01247|01247|-- Stellenwert
| | |  | | ||||||||| ||||| | |  | || |||| | || |  |||   |||| || || | ||| || |||| Beispielcode
|. 4 1. 4 1.    .   1.    . 4 1. 4  .    . 1  7.01   .01   .0  4 .0 2  .0  4 .   Ziffern
|.  =5.  =5.  =0.  =1.  =0.  =5.  =4.  =0.   =8.   =1.   =1.   =4.   =2.   =4.   summiert
|.       55.           010.           540.                        81142.    4.   geschoben
|.  Code 55,Hausnummer 010,    Straße 045.           Postleitzahl 24118. PZ 4.   umgedreht
```

Codiert wurde hier: Postleitzahl 24118, Straße 045, Hausnummer 010, Entgeltsicherungscode 55 und 4 als Prüfziffer der Postleitzahl.

#### Prüfung/Redundanz
Von den 20/30/36/69/80 Stellen haben 0/5/6/9/12 Stellen keine direkte Bedeutung.
Sie werden zur Prüfung und Redundanz verwendet, wobei die dabei verwendeten Verfahren nicht veröffentlicht sind.
Mit den 20/30/36/69/80 (Binär-)Stellen ließen sich bei Ausnutzung aller Kombinationen 6/9/10/20/24 (Dezimal-)Ziffern codieren,
genutzt werden jedoch nur 4/4/5/11/13 (Dezimal-)Ziffern. Hierfür würden bei Ausnutzung aller Kombination, also ohne jede Redundanz, 14/14/17/37/44 (Binär-)Stellen ausreichen.

#### Decodierschablone

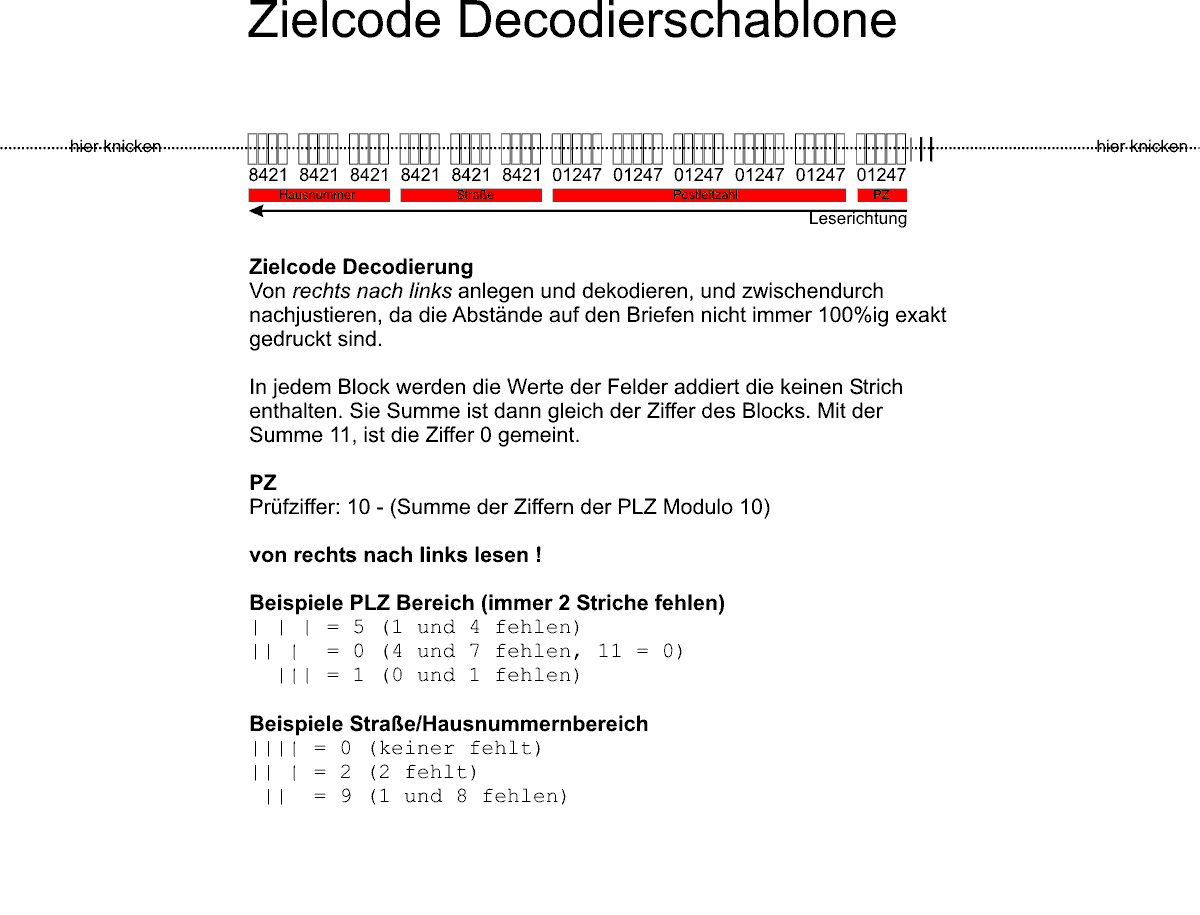
Schablone zur Decodierung des Zielcodes

## Schweiz

### IMb-Zielcode (93 Stellen für 186 bit)

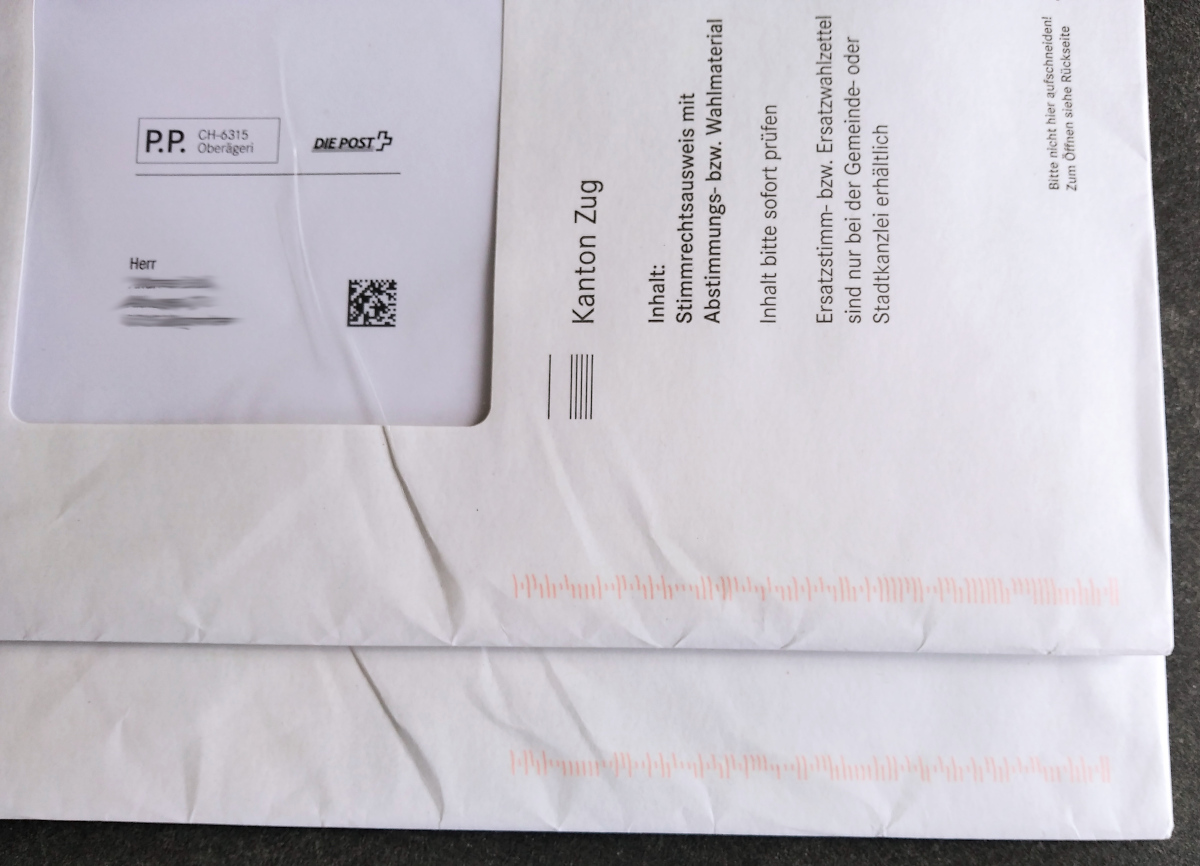
Zwei zielcodierte Umschläge der Schweizer Post

Bei der Schweizer Post wird der Zielcode orange aufgedruckt, mit einem 93-stelligen 2-Bit-Code ähnlich dem Intelligent Mail barcode, wie er von der US-Post verwendet wird. Die 186 Bit können bis zu 31 alphanumerische Zeichen codieren, wobei davon ein Abzug für zur Prüfung und Redundanz berücksichtigt werden muss.

## USA

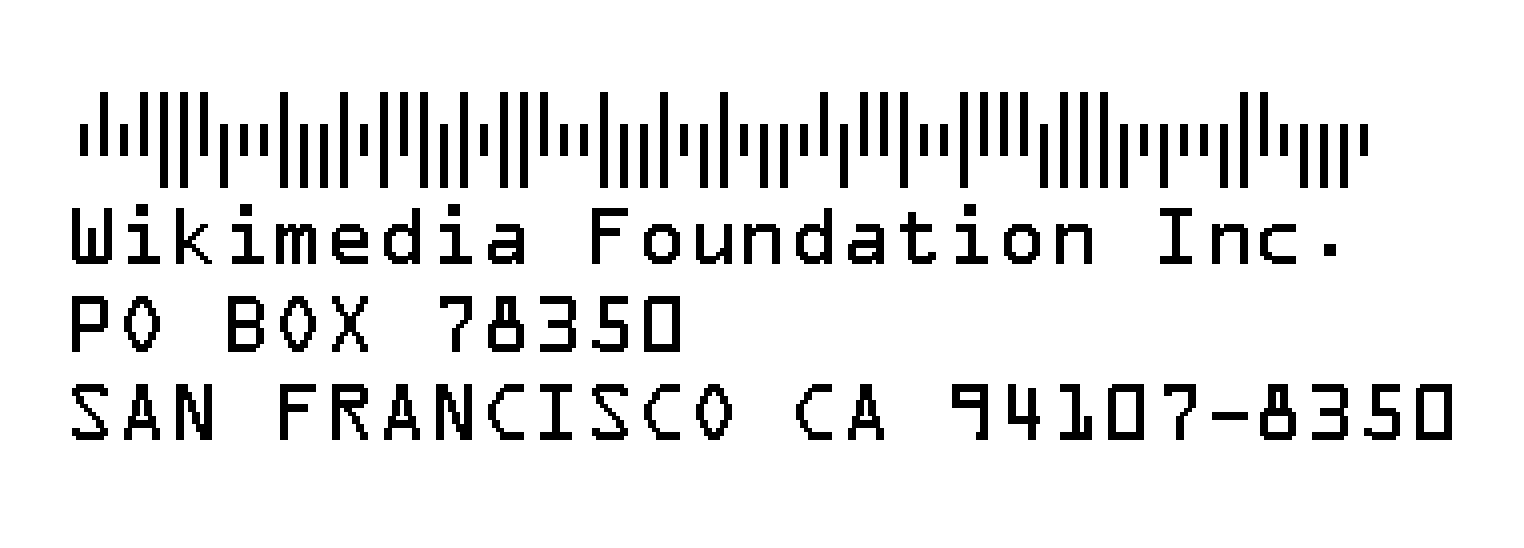
Ein möglicher Intelligent-Mail-Barcode für die Adresse der Wikimedia Foundation